# Thomas Thieme
Thomas Thieme (ur. 29 października 1948 w Weimarze) – niemiecki aktor filmowy i telewizyjny. Wystąpił w roli Martina Bormanna w nominowanym do Oscara filmie Upadek (2004).

## Filmografia

### Filmy
- 2004: Upadek jako Martin Bormann
- 2006: Życie na podsłuchu jako minister kultury Bruno Hempf
- 2008: Baader-Meinhof jako Richter Dr Prinzing
- 2009: Berlin 36 jako Hans von Tschammer und Osten
- 2011: Jeśli nie my, to kto? jako Willi Vesper
- 2013: Bereullin jako Siegmund
- 2015: On wrócił jako szef stacji telewizyjnej Kärrner

### Seriale TV
- 1974: Telefon 110 (Polizeiruf 110: Nachttaxi) jako opiekun zwierząt
- 1987: Tatort: Blindflug jako policjant
- 1997: Tatort: Willkommen in Köln jako Garry Busch
- 2000: Tatort: Nach eigenen Gesetzen jako Gerd Hassler
- 2002: Tatort: Verrat jako Herbert Kroll, BND
- 2005: Tatort: Requiem jako Martin Lohmann
- 2010: Tatort: Vergessene Erinnerung jako Horst Randers
- 2011: Tatort: Das Dorf jako Bemering
- 2015: Tatort: Der Inder jako Busso von Mayer
- 2017: Babylon Berlin jako Karl Zörgiebel
- 2018: Pachnidło jako przywódca pokładowy